# Hadanuruvadeyanapura, Nanjangud
Hadanuruvadeyanapura là một làng thuộc tehsil Nanjangud, huyện Mysore, bang Karnataka, Ấn Độ.